# Ranica
Ranica ist eine italienische Gemeinde (comune) mit 5885 Einwohnern (Stand 31. Dezember 2023) in der Provinz Bergamo in der Lombardei.

## Geographie
Die Gemeinde liegt etwa fünf Kilometer nordöstlich von der Provinzhauptstadt Bergamo entfernt im Val Seriana und ist Teil des Parco dei Colli di Bergamo.

## Geschichte
Erstmals urkundlich erwähnt wird der Ort 881 in einer Urkunde als Andrei de Larianica. Der Name stammt vermutlich von der Bezeichnung villa Hilarianica. Vermutlich waren hier Güter eines Hilarius gelegen.

## Persönlichkeiten
- Gioachino Zopfi (1821–1889), Textilunternehmer

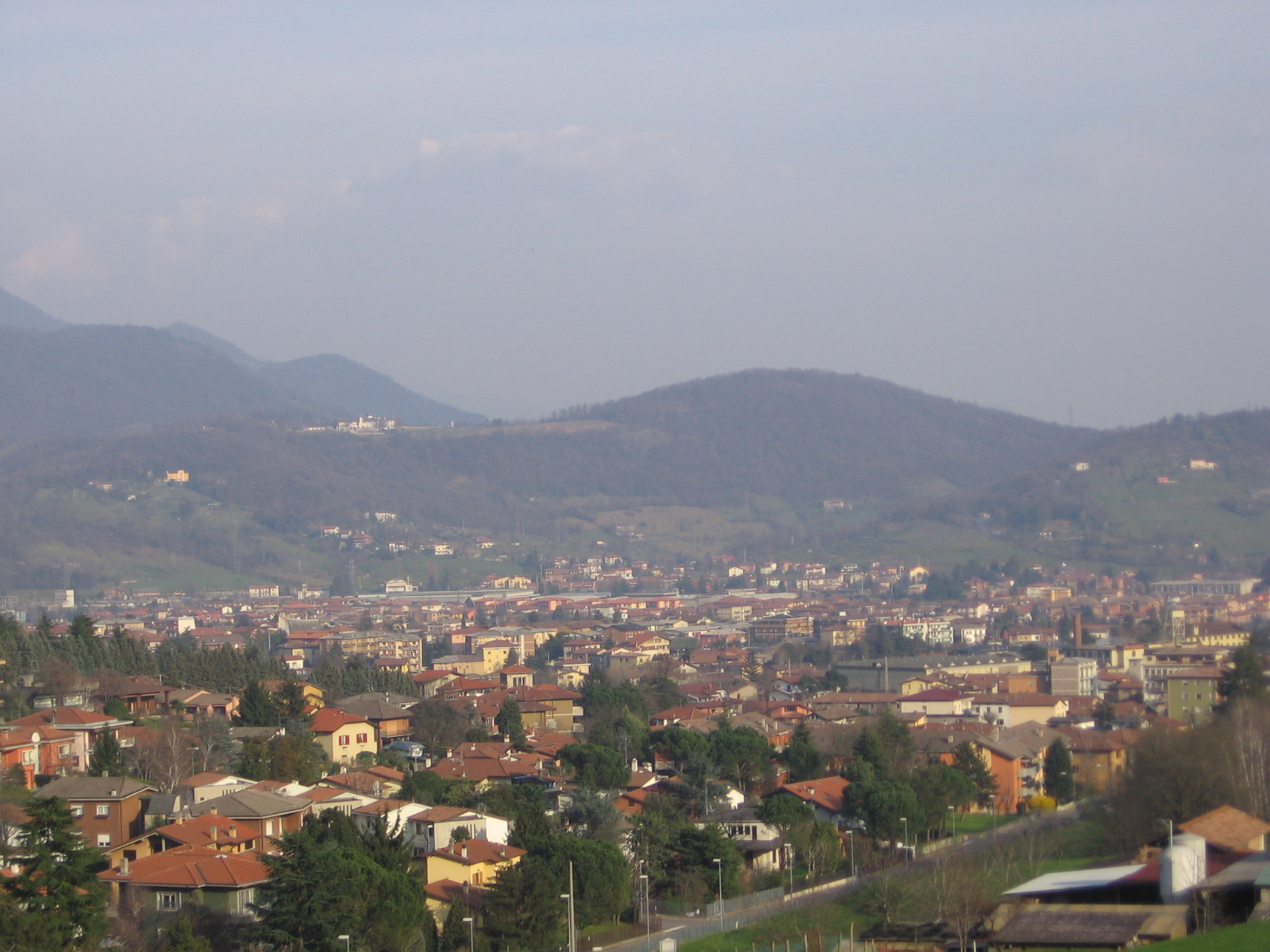
Ranica
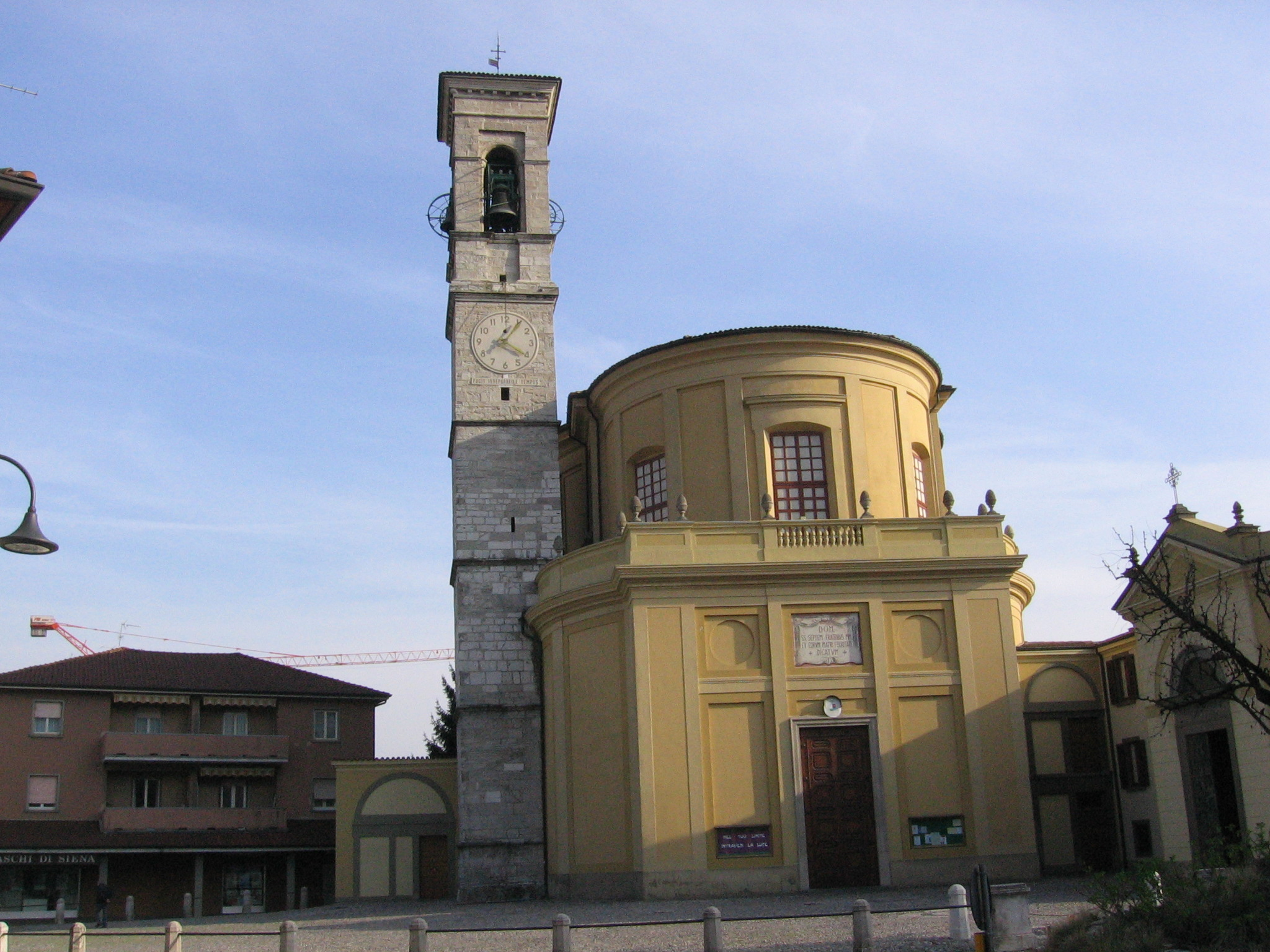
Pfarrkirche Santi Sette Fratelli Martiri
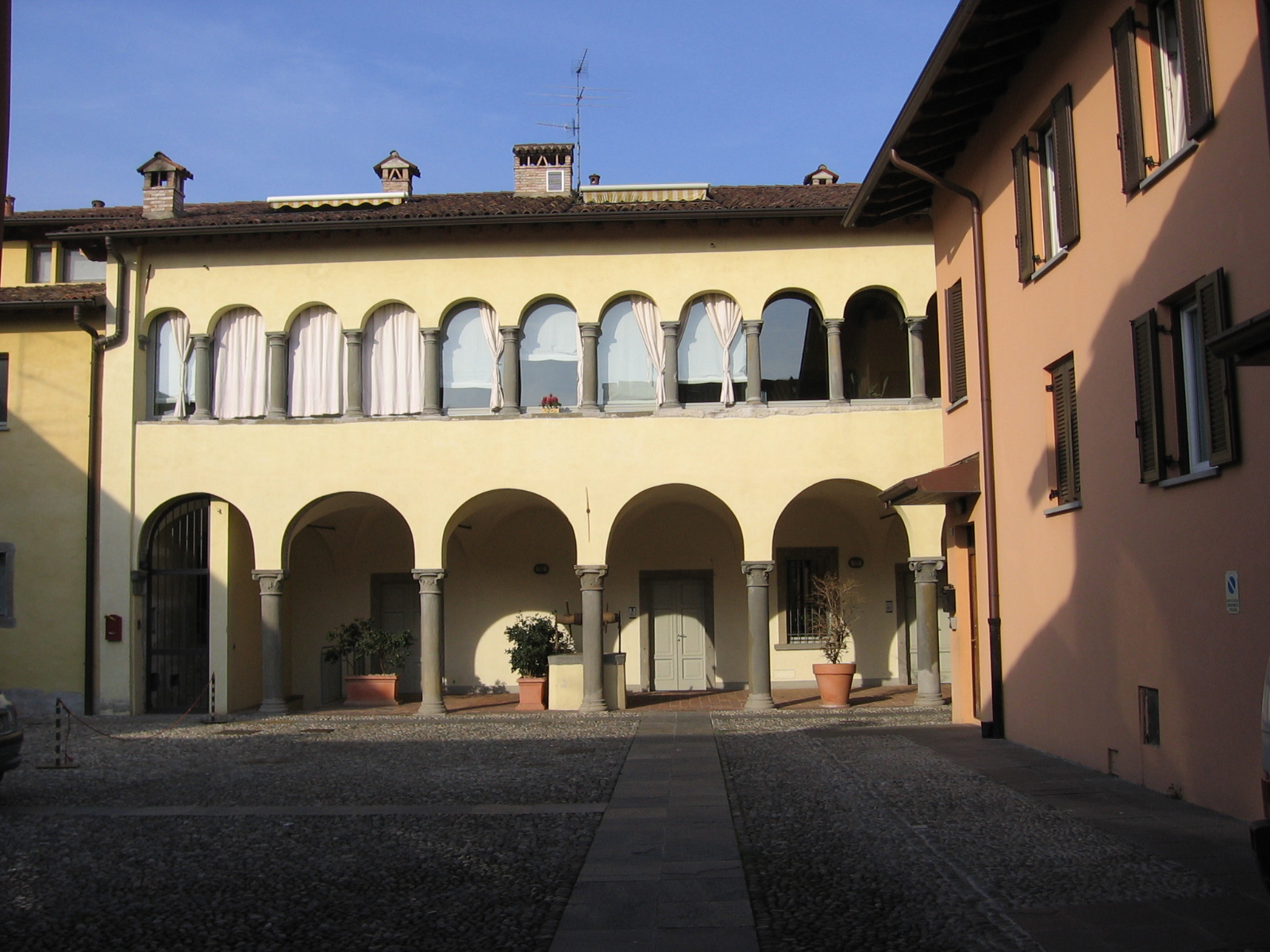
Borgo del castello
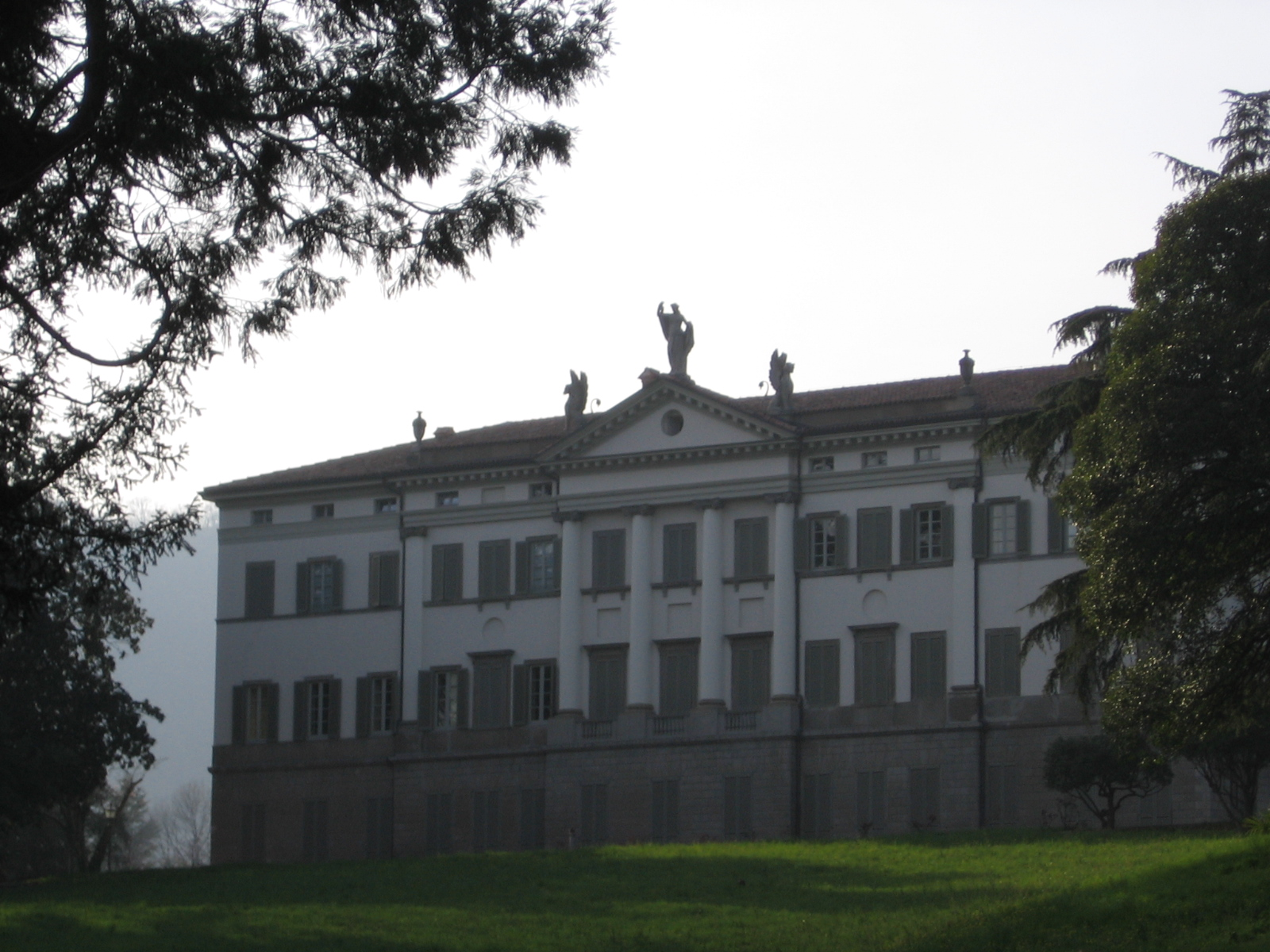
Villa Camozzi